# Liste der Monuments historiques in Bourron-Marlotte
Die Liste der Monuments historiques in Bourron-Marlotte führt die Monuments historiques in der französischen Gemeinde Bourron-Marlotte auf.

## Liste der Bauwerke
| Bezeichnung               | Beschreibung              | Standort                              | Kennzeichnung | Schutzstatus   | Datum     | Bild           |
| ------------------------- | ------------------------- | ------------------------------------- | ------------- | -------------- | --------- | -------------- |
| Schloss Bourron           |                           | (Lage)                                | PA00086827    | Inscrit Classé | 1926 1971 | weitere Bilder |
| Kirche St-Sévère          |                           | (Lage)                                | PA00086828    | Inscrit        | 1926      | weitere Bilder |
| Haus mit gewölbtem Keller | Erbaut im 12. Jahrhundert | 162bis, rue du Général-Leclerc (Lage) | PA00086829    | Inscrit        | 1926      |                |

## Liste der Objekte

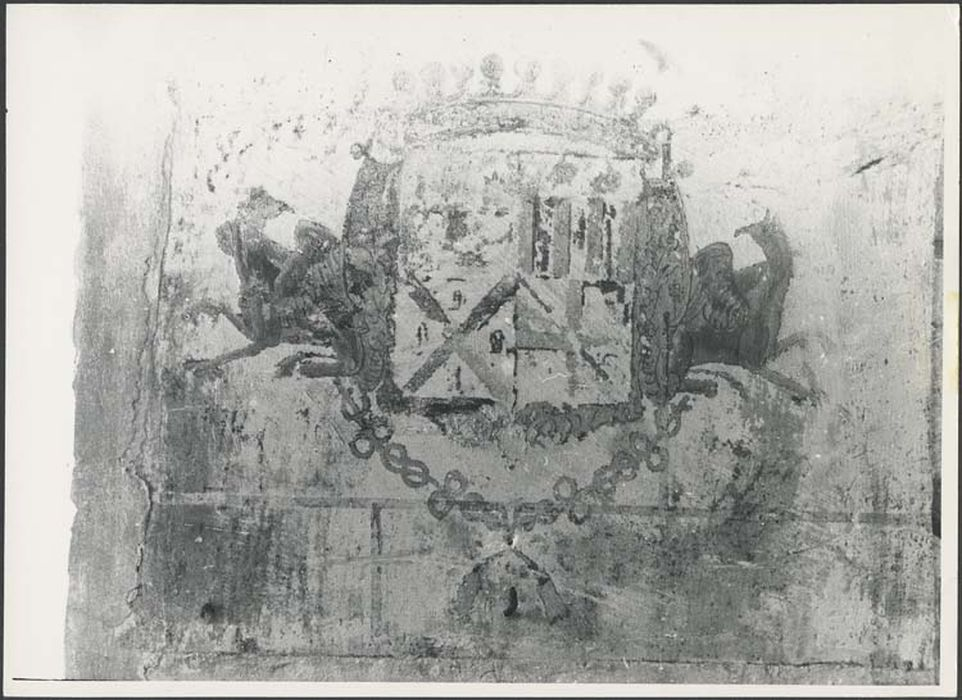
Litre funéraire (18. Jahrhundert) in der Kirche St-Sévère

- Monuments historiques (Objekte) in Bourron-Marlotte in der Base Palissy des französischen Kultusministeriums